# 庄野文章
庄野 文章（しょうの ふみあき、1953年（昭和28年） - ）は、日本の薬学者。元徳島文理大学薬学部教授。
徳島文理大学薬学部衛生薬学科卒業。徳島大学大学院薬学研究科修了。徳島県徳島市出身。

## 経歴
徳島県徳島市出身。1976年（昭和51年）に徳島文理大学薬学部衛生薬学科を卒業。1990年（平成2年）に徳島大学大学院薬学研究科を修了。
2006年（平成18年）より徳島文理大学薬学部の教授に就任し、2019年（平成31年）まで務めた。
またこれまでに徳島県病院薬剤師会理事を務め、日本薬学会・日本医療薬学会・日本病院薬剤師会・日本環境感染学会などに所属した。

## 文献
- 『Suppression of adipogenesis program in cultured preadipocytes transfected stably with cyclooxygenase isoforms Biochimica et Biophysica Acta 1791,273-280』 (2009年)
- 『Development of enzyme-linked immunosorbent assay for 8- iso-prostaglandin F2α, a biomarker of oxidative stress in vino, andits application to the quantification in aged rats Journal of Pharmceutical and Biomedical Analysis 50,911-916』 (2009年)